# Сберегательный банк
Сберегательный банк (Сбербанк, сберегательная касса или сберкасса) — кредитное учреждение, специализирующееся на привлечении денежных сбережений и временно свободных средств населения в виде сберегательных вкладов, по которым выплачиваются проценты в деньгах.

## История
Считается, что сама концепция сберегательных банков была разработана английским писателем Даниелем Дефо, который в 1697 году предложил организовать «Общества друзей для развития предусмотрительности у населения» (англ. Friendly Societies for Provident Habits in General). На самом деле, в «Сочинении о проектах» (1697) Дефо обсуждал концепцию и классификацию обществ взаимопомощи (Friendly Societies), которые, по признанию автора, существовали и до него (кстати, сэр Долби Томас, которому посвящено «Сочинение о проектах», являлся председателем Общества взаимопомощи для вдов). Там же он отмечал, что методы этих обществ также не являются их собственным изобретением, отсылая читателя в более древние времена (см. главу «Of Friendly-Societies»). Концепция обществ взаимопомощи отличается от концепции-схемы сберегательных банков Генри Дункана, хоть первая и являлась одним из стимулов для появления последней. Нигде в вышеуказанном «Сочинении» не упоминается фраза «Friendly Societies for Provident Habits in General». Однако, в главе «О банках» Дефо высказывает идеи, которые можно обнаружить в основах схемы сбербанков Дункана. Но Дефо был далёк от цели приписать себе эти идеи полностью (см. Предисловие).
Однако, первые сберегательные общества возникли не ранее 1765 года, и их развитие было медленным. Название «сберегательный банк» впервые появилось в 1810 году, когда священник Генри Дункан из деревни Ратвелл графства Дамфришир в Шотландии основал маленький банк для своих прихожан. В первый год он привлёк примерно 750 долларов депозитов. Впоследствии сберегательные банки получили развитие в Германии, Франции, России и других странах.

## Деятельность банков
На ранних этапах развития эти учреждения занимались аккумуляцией сбережений малоимущих слоёв населения. Постепенно круг операций сберегательных банков расширялся, и сейчас они представляют собой универсальные коммерческие банки. Универсализация банков привела к усилению конкурентной борьбы сберегательных банков с другими кредитными учреждениями за средства населения как источник капиталов. В настоящее время сберегательные банки осуществляют большой спектр банковских операций, в том числе депозитные, кредитные, инвестиционные, валютные и иные операции. Банки работают как с частными вкладчиками, так и с компаниями, другими кредитными учреждениями и государством.
В некоторых промышленно развитых странах сберегательные банки занимают ведущие позиции в кредитной системе, а в развивающихся странах они в основном ориентированы на стимулирование сбережений, развитие жилищного строительства и сельскохозяйственного производства, финансирование социальных программ.

## Сберегательные кассы в разных странах

### Италия
Сберегательные кассы (итал. Cassa di risparmio) в Италии занимаются аккумуляцией мелких сбережений населения. Первая сберегательная касса Cassa di Risparmio di Venezia появилась 12 января 1822 года в Венеции. Впоследствии они распространились по всем провинциям Италии. В 1880 году в Италии работало 183 кассы, а в 1927 году их насчитывалось уже 204. Но впоследствии начался процесс слияния банков, что привело к их значительному сокращению. На декабрь 2010 года в Италии работало 87 сберегательных касс.

### Россия
В Российской империи сберегательные кассы появились в 1842 году по указу императора Николая I в Санкт-Петербурге и Москве. После национализации банков в Советском союзе в 1922 году были организованы Гострудсберкассы СССР, преобразованные в ходе банковской реформы 1987 года в Сбербанк СССР.
В современной России сберегательной деятельностью занимаются все коммерческие банки. Самым крупным банком по объёму сбережений населения является Сбербанк России, на долю которого в мае 2020 года приходилось свыше 4,5 трлн рублей.

### США
Сберегательные учреждения в США представлены коммерческими банками и специализированными институтами: ссудо-сберегательными ассоциациями и взаимно-сберегательными банками.